# Philippe Jaroussky
Philippe Jaroussky (n. 13 februarie 1978, Maisons-Laffitte, Franța) este un contratenor francez. El a început cariera muzicală cu vioara, câștigând un premiu la Conservatorul Versailles, pe urmă a studiat la pian înainte de a porni în cariera de solist vocal. El este de remarcat pentru o virtuoasă tehnică de coloratură și de interpretare convingătoare și animată specifică cantatelor și operelor baroce.
Jaroussky a fost inspirat de către contratenorul Fabrice di Falco nascut pe insula Martinica. El a primit diploma de la Facultatea de Muzică Veche în cadrul Conservatorului din Paris. Din 1996, el a studiat canto cu Nicole Fallien. El a format propriul său ansamblu numit Artaserse, și, de asemenea, de multe ori colaborează cu ansamblul Matheus, aflat sub conducerea lui Jean-Christophe Spinosi și ansamblul L'Arpeggiata, sub conducerea Christinei Pluhar.

## Premii
La Terrasse menționează că „acest tânăr cântăreț cu tonul unui înger și virtuozitatea diavolului a intrat în lumina reflectoarelor, în doar câțiva ani, ca un nou mare talent vocal francez”. În 2007 a primit premiul de cel mai bun artist liric francez. În 2008 Jaroussky a fost premiat ca „Cel mai bun solist al anului” în cadrul premiilor Echo Classic. El a primit, de asemenea, un premiu Echo Classic în 2012 pentru albumul Duetti, care a fost înregistrat împreună cu Max Emanuel Cenčić.